# Stor-Roten, Medelpad
Stor-Roten är en sjö i Timrå kommun i Medelpad och ingår i Gådeåns huvudavrinningsområde. Sjön är 20,9 meter djup, har en yta på 2,04 kvadratkilometer och befinner sig 163,1 meter över havet. Sjön avvattnas av vattendraget Brånsån.

## Delavrinningsområde
Stor-Roten ingår i det delavrinningsområde (695088-158619) som SMHI kallar för Utloppet av Stor-Roten. Medelhöjden är 195 meter över havet och ytan är 14,8 kvadratkilometer. Det finns ett avrinningsområde uppströms, och räknas det in blir den ackumulerade arean 20,38 kvadratkilometer. Brånsån som avvattnar avrinningsområdet har biflödesordning 2, vilket innebär att vattnet flödar genom totalt 2 vattendrag innan det når havet efter 28 kilometer. Avrinningsområdet består mestadels av skog (81 procent). Avrinningsområdet har 2,05 kvadratkilometer vattenytor vilket ger det en sjöprocent på 13,8 procent.